# Банк Італії
Банк Італії (італ. Banca d'Italia) — центральний банк Італії, заснований в 1893 році. Банк є членом Європейської системи центральних банків.

## Історія
Банк Італії був заснований в 1893 році як акціонерне товариство. З 1895 року йому було передано ведення операцій скарбниці (казначейства). У 1926 році Банк Італії отримав право контролю над кредитною системою і курсом ліри. У 1936 році банк був націоналізований урядом Беніто Муссоліні і став виконувати функції «банку банків», тобто кредитував інші банки.

## Функції
Основними функціями Банку Італії є наступні:
- Емісія євро.
- Акумуляція і зберігання офіційних золотовалютних резервів.
- Ведення рахунку держави, на якому відображається рух надходжень і виплат.
- Надання кредитів кредитним установам та уряду.
- Контроль за діяльністю кредитних установ.

## Керівництво
На чолі Банку Італії стоїть Вища рада (Consiglio Superiore), яку обирають на зборах акціонерів (assemblea dei partecipanti) і яка проводить у життя рішення Міжміністерського комітету з кредитів і заощаджень. Банк очолює Рада керуючих, яку призначає Вища рада. До Ради керуючих (Direttorio) входить 12 директорів, виключаючи політичних діячів. Управляючі вибирають Комітет Вищої ради, що складається з керуючого (governatore), генерального директора (direttore generale), його заступника (vicedirettori generali) і чотирьох директорів. Керуючий, генеральний директор і його заступник мають бути схвалені Радою міністрів і затверджені Президентом країни. Вони можуть бути відкликані в будь-який час.